# Acanthomysis bispinosa
Acanthomysis bispinosa är en kräftdjursart som beskrevs av Mihai Bacescu 1979. Acanthomysis bispinosa ingår i släktet Acanthomysis och familjen Mysidae. Inga underarter finns listade i Catalogue of Life.